# Kevin Parra
Kevin Parra Atehortúa (La Pintada, 22 febbraio 2003) è un calciatore colombiano, attaccante dell'Atlético Nacional.

## Caratteristiche tecniche
È un'ala sinistra.

## Carriera
Parra è cresciuto nel settore giovanile dell'Atlético Nacional, con cui ha debuttato il 17 aprile 2022 nell'incontro di Categoría Primera A perso 1-0 contro l'Águilas Doradas. Nel gennaio del 2023 è passato in prestito al Real San Andrés e sei mesi dopo, con la stessa formula, è passato al Patriotas Boyacá fino al giugno del 2024.
Rientrato al Nacional, ha segnato il suo primo gol in massima divisione il 6 agosto 2024 consentendo alla sua squadra di raggiungere sul punteggio di 1-1 l'Águilas Doradas.

## Statistiche

### Presenze e reti nei club
Statistiche aggiornate al 7 agosto 2024.
| Stagione        | Squadra           | Campionato      | Campionato | Campionato | Coppe nazionali | Coppe nazionali | Coppe nazionali | Coppe continentali | Coppe continentali | Coppe continentali | Altre coppe | Altre coppe | Altre coppe | Totale | Totale | Totale |
| Stagione        | Squadra           | Comp            | Pres       | Reti       | Comp            | Pres            | Reti            | Comp               | Pres               | Reti               | Comp        | Pres        | Reti        | Pres   | Reti   |        |
| --------------- | ----------------- | --------------- | ---------- | ---------- | --------------- | --------------- | --------------- | ------------------ | ------------------ | ------------------ | ----------- | ----------- | ----------- | ------ | ------ | ------ |
| 2022            | Atlético Nacional | A               | 3          | 0          | CC              | 0               | 0               | CL                 | 0                  | 0                  |             | -           | -           | 3      | 0      |        |
| 2023            | Real San Andrés   | B               | 15         | 3          | CC              | 2               | 0               |                    | -                  | -                  |             | -           | -           | 17     | 3      |        |
| 2023            | Patriotas Boyacá  | B               | 10         | 0          | CC              | 0               | 0               |                    | -                  | -                  |             | -           | -           | 10     | 0      |        |
| 2024            | Patriotas Boyacá  | A               | 15         | 0          | CC              | 1               | 0               |                    | -                  | -                  |             | -           | -           | 16     | 0      |        |
| 2024            | Atlético Nacional | A               | 7          | 1          | CC              | 0               | 0               |                    | -                  | -                  |             | -           | -           | 7      | 1      |        |
| Totale carriera | Totale carriera   | Totale carriera | 50         | 4          |                 | 3               | 0               |                    | 0                  | 0                  |             | -           | -           | 53     | 4      |        |

## Palmarès

### Club

#### Competizioni nazionali
- Campionato colombiano: 2

Atlético Nacional: 2022-I, Clausura 2024
- Copa Colombia: 1

Atlético Nacional: 2024